# The Clash
The Clash – brytyjski zespół punkrockowy z Londynu, utworzony w 1976 roku. W początkowym okresie działalności muzycy przedstawiali repertuar wyłącznie punkrockowy, który w następnych latach stopniowo rozwijali, wzbogacając go innymi stylami muzycznymi, tj. reggae, ska, dub, funk, rap czy rockabilly. W czasach największej popularności The Clash tworzyli: Joe Strummer (wokalista, gitarzysta), Mick Jones (gitarzysta, wokalista), Paul Simonon (basista) i Nicky „Topper” Headon (perkusista).
Zespół odniósł spory sukces w Wielkiej Brytanii już w momencie wydania debiutanckiej płyty The Clash. Trzecia płyta London Calling wydana w grudniu 1979 roku przyniosła mu popularność w Stanach Zjednoczonych. Dzięki niej zespół zyskał uznanie wśród wielu krytyków. Dekadę później magazyn Rolling Stone uznał ją za najlepszy album lat 80.
Tematyka polityczna w tekstach The Clash, muzyczne eksperymenty i buntownicza postawa wywarły duży wpływ na muzykę rockową, a w szczególności na wykonawców z kręgu rocka alternatywnego. W styczniu 2003 zespół został wprowadzony do Rock and Roll Hall of Fame. W 2004 roku magazyn Rolling Stone umieścił zespół na 30. pozycji pośród 100 najważniejszych artystów wszech czasów (100 Greatest Artists of All Time).

## Historia

### Początki: 1974–1976
Zanim powstał The Clash, przyszli jego członkowie udzielali się w różnych londyńskich zespołach. John Graham Mellor był wokalistą i gitarzystą zespołu The 101’ers, który powstał w 1974 roku. Dwa lata później przyjął pseudonim Joe Strummer (Brzdąkający Joe – było to odniesienie do jego umiejętności grania na gitarze hawajskiej, z którą występował jako grajek na ulicach Londynu).
Mick Jones był gitarzystą zespołu London SS, z którym w 1975 roku odbywał próby oraz wziął udział w nagraniu jedynego ich demo. Muzycy zespołu jednak nigdy nie wystąpili przed publicznością. Między osobami, które przewinęły się przez London SS byli m.in. Paul Simonon, który próbował sił jako wokalista, oraz perkusiści: Topper Headon (grał w zespole przez tydzień, ale zrezygnował) oraz Terry Chimes. Zespołowi menedżerował Bernard Rhodes – były wspólnik Malcolma McLarena, z którym organizował debiutancki występ Sex Pistols w listopadzie 1975 roku.
Pomimo że London SS zakończyli działalność na początku 1976 roku, Rhodes nadal pozostawał menadżerem Jonesa. Po jego namowie w marcu 1976 Jones skontaktował się z Simononem i zaproponował mu wspólne granie w swoim nowym zespole, który założył razem z Keithem Levene. Pod koniec maja Terry Chimes został zaproszony na przesłuchanie i został pełnoetatowym perkusistą zespołu.
Brak było wokalisty. Rhodes już wcześniej zwrócił uwagę na lidera The 101’ers – Joe Strummera, z którym nawiązał wstępny kontakt. 30 maja po koncercie The 101’ers Strummer spotkał się z Rhodesem i Levenem. Rhodes wyznaczył Strummerowi 48 godzin na podjęcie decyzji o przyłączeniu do zespołu – argumentował to „rywalizacją z Pistolsami”. Kiedy zadzwonił do niego dzień wcześniej, wymagając natychmiastowej odpowiedzi, Strummer zgodził się. Po przyłączeniu do zespołu wspólnie z Jonesem podzieli między siebie obowiązki liderów. Choć Joe był głównym wokalistą, Mick również śpiewał główne partie wokalne w wielu utworach. Nazwę zespołowi nadał Paul Simonon, który przeglądając prasę wielokrotnie napotykał słowo clash (choć brano również pod uwagę inne, tj. Weak Heartdrops czy Psychotic Negatives).
4 lipca 1976 roku, zaledwie po miesiącu prób, The Clash zadebiutowali na scenie jako support Sex Pistols w Black Swan w Sheffield. Na początku września Levene został wyrzucony z zespołu. Powodem był jego zupełny brak zaangażowania. 21 września zespół wziął udział w 100 Club Punk Festival obok Sex Pistols, Siouxsie and the Banshees i Subway Sect. Pod koniec listopada odszedł Chimes, którego na krótki czas zastąpił Rob Harper (na czas grudniowej trasy Anarchy Tour u boku Sex Pistols).

### The ClashiGive ’Em Enough Rope: 1977–1978
Na przełomie lat 1976/1977 punk stał się zjawiskiem powszechnym w Wielkiej Brytanii. 25 stycznia 1977 The Clash podpisali kontrakt z wytwórnią CBS, otrzymując 100000 funtów (ogromna kwota jak na zespół, który zagrał zaledwie 30 koncertów i nigdy nie wystąpił na nich w głównej roli). Mark Perry, założyciel jednego z pierwszych w Wielkiej Brytanii „fanzinów” Sniffin’ Glue, napisał wówczas, że „punk umarł w dniu, w którym The Clash podpisali kontrakt z CBS”.
Niedługo potem w szeregi The Clash powrócił Terry Chimes, natomiast Mickey Foote, który dotychczas zajmował się sprawami technicznymi na koncertach, został zaangażowany do roli producenta debiutanckiego albumu. Pierwszy singel zespołu White Riot ukazał się w marcu 1977, natomiast debiutancki album The Clash miesiąc później. Wypełniły go krótkie, porywcze utwory oraz jeden cover utrzymany w stylu reggae Police and Thieves (autorstwa Juniora Murvina i Lee „Scratch” Perry’ego). Pomimo że singel i płyta nieźle sprzedawały się w Wielkiej Brytanii (White Riot dotarło do 34. miejsca najlepiej sprzedających się płyt, a The Clash do 12.), CBS odmówiło wypuszczenia płyty w Stanach Zjednoczonych, uznając, że nagrania nie przypadną do gustu słuchaczom radia. Wersja amerykańska tego albumu z nieco zmienioną listą piosenek ukazała się dopiero w 1979 roku. Po nagraniu płyty Terry Chimes ponownie opuścił zespół. We wkładce płyty obok Strummera, Jonesa i Simonona jego nazwisko widnieje jako Tory Crimes.
Po przesłuchaniu kilku perkusistów muzycy wybrali Nicky’ego Headona, który dwa lata wcześniej grał krótko razem z Jonesem w London SS. Przezwisko „Topper” dostał od Paula Simonona, któremu kojarzył się z główną postacią popularnego komiksu The Topper. Headon był wszechstronnym muzykiem – oprócz perkusji grał również na pianinie, gitarze i gitarze basowej. Jego pierwotnym zamiarem było chwilowe dołączenie do The Clash w celu zdobycia rozgłosu, a następnie znalezienia sobie miejsca w jakimś lepszym zespole. Jednak z czasem zmienił plany – realizując tutaj swoje ambicje. Pierwszymi nagraniami zrealizowanymi z Headonem był singel Complete Control wydany we wrześniu 1977. Jego producentem został ponownie Lee „Scratch” Perry. W tym okresie muzycy The Clash byli wielokrotnie zatrzymywani przez policję za różne wykroczenia – począwszy od aktów wandalizmu po kradzież poszewek z hotelu.
W lutym 1978 zespół wydał singla Clash City Rockers, a w czerwcu ukazał się następny (White Man) in Hammersmith Palais, który zaskoczył fanów rytmiką ska. Zanim przystąpiono do nagrań drugiej płyty, firma CBS zwróciła się do zespołu z prośbą o zmianę producenta (chodziło o uzyskanie brzmienia, które przypadłoby do gustu amerykańskiej publiczności). Wybór padł na Sandy’ego Pearlmana znanego wcześniej z współpracy z amerykańskim zespołem Blue Öyster Cult. Pomimo tego, że niektórzy narzekali na brzmienie płyty, Give ’Em Enough Rope wydana w listopadzie 1978 zebrała pozytywne recenzje. Album jednak nie spełnił oczekiwań CBS, docierając tylko do 128. miejsca na liście amerykańskiego Billboardu. Zespół promując płytę odbył udane w dużej mierze swoje pierwsze tournée po Stanach Zjednoczonych.

### London Calling,Sandinista!iCombat Rock: 1979–1982
W sierpniu i we wrześniu 1979 roku zespół zarejestrował London Calling. Wyprodukowany przez producenta Guya Stevensa (który współpracował wcześniej z Mott the Hoople) dwupłytowy album stanowił mieszaninę stylów – m.in. punk, rock, reggae, ska, rockabilly, rock and roll. Cechą charakterystyczną była doskonała produkcja i szczegółowo dopracowane utwory. Album zdobył 9. miejsce na brytyjskiej liście najlepiej sprzedawanych albumów i 27. na amerykańskiej.
Na rok 1980 zespół zaplanował nagrania oraz wydawanie ich na singlach w każdym kolejnym nadchodzącym miesiącu. CBS udaremniło ten pomysł, skutkiem czego wydany został w sierpniu tylko jeden singel Bankrobber, natomiast w grudniu ukazał się aż trzypłytowy album Sandinista!, zawierający 36 utworów. The Clash po raz kolejny zaprezentowali szeroki zakres stylów muzycznych, poszerzając go dodatkowo o dub i rap. Płyta została wyprodukowana przez samych muzyków z pomocą Mickeya Dreada. Sandinista! wzbudził wiele kontrowersji zarówno w warstwie tekstowej, jak i muzycznej. Opinie na temat płyty były podzielone: Ira Robbins z Trouser Press określił ją jako „w połowie świetną, w połowie beznadziejną”, z kolei Dave Marsh z New Rolling Stone Record Guide napisał, że ta płyta to „bałagan”. Pomimo różnych opinii album sprzedawał się całkiem nieźle, dochodząc w Stanach Zjednoczonych do 24. miejsca w rankingu sprzedaży płyt.
Na wydanym w 1981 roku singlu This Is Radio Clash zespół przedstawił utwory w stylu dub i hip-hop. Następnie członkowie The Clash podjęli pracę nad piątym albumem, pierwotnie planując dwupłytowy LP pt. Rat Patrol from Fort Bragg. Początkowo jego produkcją miał zająć się Mick Jones, ale efekty jego działań nie przypadły do gustu pozostałym muzykom. W efekcie zatrudniono Glyna Johnsa jako producenta, a nowy album ukazał się w maju 1982 w wersji jednopłytowej pt. Combat Rock. W jednym z utworów swojego głosu użyczył amerykański poeta Allen Ginsberg. Piosenka Should I Stay or Should I Go, która pojawiła się również na singlu w USA (czerwiec ’82), była intensywnie nadawana przez tamtejsze stacje AOR. Z kolei utwór Rock the Casbah (autorstwa Toppera Headona), utrzymany w tanecznym rytmie, stał się tam największym hitem zespołu, a klip do tego utworu był często emitowany przez MTV. Combat Rock był najlepiej sprzedającym się albumem The Clash, dochodząc do 2. miejsca w Wielkiej Brytanii i 7. w USA.

### Zmiany: 1982–1984
W trakcie końcowych prac nad Combat Rock The Clash zaczął się rozpadać. W maju 1982 odszedł Topper Headon. Jego uzależnienie od narkotyków uniemożliwiało dalsze funkcjonowanie zespołu. Na tle tego wydarzenia zaczęły pogarszać się stosunki pomiędzy Jonesem i Strummerem. Na miejsce Headona został ponownie ściągnięty Terry Chimes. Zespół zagrał tournée po Stanach Zjednoczonych, otwierając koncerty The Who. Wystąpili m.in. w nowojorskim Shea Stadium.
Na początku 1983 roku, po zakończeniu Combat Rock Tour, Terry Chimes zrezygnował z dalszej współpracy, mając dosyć coraz bardziej pogarszającej się atmosfery między pozostałymi muzykami zespołu. Na jego miejsce zaangażowano Pete’a Howarda. Z Howardem The Clash wystąpił na US Festival w San Bernardino w Kalifornii u boku m.in. Davida Bowie i Van Halen. Tutaj miał miejsce konflikt między muzykami zespołu a organizatorami festiwalu, którzy zdaniem muzyków zawyżyli ceny biletów wejściowych. The Clash zagrozili, że wycofają się z występu, jeżeli duża część pieniędzy nie zostanie przekazana na cele dobroczynne. 28 maja 1983 zespół zagrał na festiwalu New Music Day dla 140-tysięcznej publiczności. Był to ostatni występ Micka Jonesa z The Clash. We wrześniu został z niego wyrzucony. Pod koniec roku utworzył zespół Big Audio Dynamite.
Na miejsce Jonesa przyszło dwóch gitarzystów: Nick Sheppard i Vince White. Swój pierwszy koncert w nowym składzie The Clash zagrali w styczniu 1984, prezentując nowy materiał. Od zimy do początku lata trwała trasa Out of Control Tour, której koszty organizacyjne pokrył sam zespół. W grudniu podczas występu dla strajkujących górników („Scargill’s Christmas Party”) muzycy ogłosili wydanie nowej płyty w następnym roku.

### Cut the Crap, rozpad zespołu: 1985–1986, 1991
Sesja nagraniowa Cut the Crap dokonywana w Monachium przebiegała chaotycznie. Większość utworów Strummer i Sheppard nagrali przy pomocy wynajętych muzyków sesyjnych. Pierwszy singel z Cut the Crap – This Is England – zebrał negatywne recenzje. This Is England, podobnie jak reszta utworów z płyty, raził fatalną produkcją i syntetycznym brzmieniem. Howard, który był sprawnym muzykiem, prawie nie brał udziału w nagraniach. Partie perkusji nagrano przy pomocy automatu. Strummer po powrocie do Wielkiej Brytanii zagrał kilka akustycznych koncertów. Koniec The Clash został oficjalnie ogłoszony na początku 1986 roku.
Po niedługim czasie Strummer podjął próbę zreformowania zespołu na nowo, kontaktując się w tym celu z Jonesem. Zbiegło się to jednak z promocją pierwszego albumu Big Audio Dynamite i uniemożliwiło dłuższą współpracę. Jones wspomógł jedynie Strummera przy utworach do filmu Sid and Nancy (1986, reż. Alex Cox). Strummer z kolei napisał kilka piosenek dla Big Audio Dynamite i wystąpił jako aktor w kilku filmach. Paul Simonon utworzył zespół Havana 3am. Topper Headon nagrał solowy album Waking Up (1985). Terry Chimes grał później m.in. z Black Sabbath.
2 marca 1991 singel Should I Stay or Should I Go (reedycja) dotarł do pierwszego miejsca na liście w Wielkiej Brytanii. Z kolei utwór Rock the Casbah stał się hymnem żołnierzy walczących w Zatoce Perskiej, co podobno spotkało się z protestem Strummera.

### 1999
W 1999 Strummer, Jones i Simonon pracowali wspólnie nad składanką koncertową From Here to Eternity: Live zawierającą nagrania z lat 1978–1982. 7 listopada 2002 Rock and Roll Hall of Fame ogłosiło zamiar przyjęcia zespołu na wiosnę następnego roku. 15 listopada w czasie występu The Mescaleros w Londynie Mick Jones dołączył do nich na scenie i wykonał wspólnie ze Strummerem trzy utwory The Clash.
Strummer, Jones i Headon mieli w planach wystąpić pod starym szyldem w czasie uroczystości związanej z wprowadzeniem zespołu do Rock and Roll Hall of Fame. Jednak Simonon nie miał zamiaru uczestniczyć w tym przedsięwzięciu, twierdząc, że granie za wielkie pieniądze nie jest zgodne z ideą, która im przyświecała jako zespołowi przez lata jego istnienia. Śmierć Strummera 22 grudnia 2002 roku przekreśliła definitywnie te plany. W marcu 2003 odbyło się wprowadzenie zespołu do Hall. Umieszczono tam nazwiska: Strummera, Jonesa, Simonona, Headona i Chimesa.

## Polityka
The Clash był często postrzegany zwłaszcza przez media jako zespół reprezentujący lewicową politykę. Spośród innych zespołów punkrockowych wyróżniał się radykalną postawą polityczną, która niewiele miała wspólnego z anarchizmem czy nihilizmem. Z The Clash solidaryzowali się członkowie wielu różnych ruchów wolnościowych, a sam zespół związał się z Anti Nazi League.
Zaangażowanie politycznie muzyków miało duży wpływ na intensywność pracy zespołu. Pod naporem zespołu firma CBS wyraziła zgodę na sprzedaż podwójnego (London Calling) i potrójnego albumu (Sandinista!) w cenie jednego (wówczas 5 funtów). Jednak The Clash tracili z tego powodu tantiemy za pierwsze 200 tys. sprzedanych płyt. Prawie do końca kariery muzycy pozostawali zadłużeni wobec CBS (sytuacja uległa nieco poprawie w 1982 po wydaniu albumu Combat Rock).

## Muzycy

### Główni członkowie
- Joe Strummer (zmarły) – wokal, gitara rytmiczna (1976–1986)
- Mick Jones – gitara elektryczna, wokal (1976–1983)
- Paul Simonon – gitara basowa, wokal (1976–1986)
- Topper Headon – perkusja (1977–1982)

### Pozostali członkowie
- Terry Chimes – perkusja (1976–1977, 1982–1983)
- Keith Levene – gitara (1976)
- Rob Harper – perkusja (1976–1977)

Pojawili się w „New Clash” lub „Cut The Crap Clash”, po opuszczeniu zespołu przez M. Jonesa:
- Nick Sheppard – wokal, gitara (1983–1986)
- Vince White – gitara (1983–1986)
- Pete Howard – perkusja (1983–1986)

## Dyskografia
- The Clash (UK Version) (1977)
- Give ’Em Enough Rope (1978)
- The Clash (US Version) (1979)
- London Calling (1979)
- Sandinista! (1980)
- Combat Rock (1982)
- Cut the Crap (1985)
- Super Black Market Clash (1994)
- From Here to Eternity: Live (1999)

## Filmografia
- Rude Boy (1980) (reżyseria: Jack Hazan i David Mingay)
- This is Video Clash (1985)
- The Clash: Westway to the World (2000) (reżyseria: Don Letts)
- The Essential Clash (2003)
- The Clash: Up Close and Personal (2007)
- Joe Strummer: The Future Is Unwritten (2007) (reżyseria: Julien Temple)
- The Clash Live: Revolution Rock (2008)

## Teledyski
| Rok  | Tytuł                                  | Reżyseria       |
| ---- | -------------------------------------- | --------------- |
| 1977 | „White Riot”                           | Lindsey Clinell |
| 1977 | „Complete Control”                     | Don Letts       |
| 1978 | „Tommy Gun”                            | Keef & Co       |
| 1979 | „I Fought the Law”                     | Don Letts       |
| 1979 | „London Calling”                       | Don Letts       |
| 1979 | „Clampdown”                            | Don Letts       |
| 1980 | „Train in Vain”                        | Don Letts       |
| 1980 | „Bankrobber”                           | Don Letts       |
| 1980 | „The Call Up”                          | Don Letts       |
| 1981 | „This Is Radio Clash”                  | Don Letts       |
| 1982 | „Rock the Casbah”                      | Don Letts       |
| 1991 | „Should I Stay or Should I Go?” (live) | Don Letts       |